# Códigos dos escravos da Virginia de 1705
Os Códigos dos Escravos da Virgínia de 1705 (formalmente intitulado Um ato concernente a Servos e Escravos), foi uma série de leis promulgadas pela Casa de Burgesses da Colônia da Virgínia em 1705 regulando as interações entre escravos e cidadãos da colônia da coroa da Virgínia. A promulgação dos Códigos dos Escravos é considerada a consolidação da escravidão na Virgínia e serviu como base para a sua legislação escravista.
Esses códigos incorporaram efetivamente a ideia de escravidão na lei por meio dos seguintes dispositivos:
- Estabelecimento de novos direitos de propriedade para proprietários de escravos
- Permissão para o comércio legal e livre de escravos com proteções concedidas pelos tribunais
- Estabelecimento de tribunais de julgamento segregados
- Proibição do porte de armas por negros, independentemente do seu estatuto de liberdade
- Proibição do emprego de brancos por negros
- Permissão para a apreensão de fugitivos suspeitos

A lei foi elaborada para estabelecer um maior nível de controle sobre a crescente população escravizada africana da Virgínia. Também serviu para segregar socialmente os colonos brancos dos escravos negros, tornando-os grupos díspares, dificultando sua capacidade de união. A unidade dos plebeus era um medo percebido da aristocracia da Virgínia, que precisava ser abordado, e que desejava evitar uma repetição de eventos como a Rebelião de Bacon, ocorrida 29 anos antes.